# Central Butte
Central Butte es un pueblo canadiense situado en la provincia de Saskatchewan.

## Superficie
Central Butte tiene una superficie de 2,1 km².

## Demografía
En 2021, tenía 416 habitantes, una densidad poblacional de 197,7 hab./km², y 216 viviendas.